# Konst under 1230-talet
Några av de större konsthändelserna under 1230-talet var följande:

## Händelser
- 1239: Anonym konstnär färdigställer Paradise with Christ in the Lap of Abraham

## Målningar

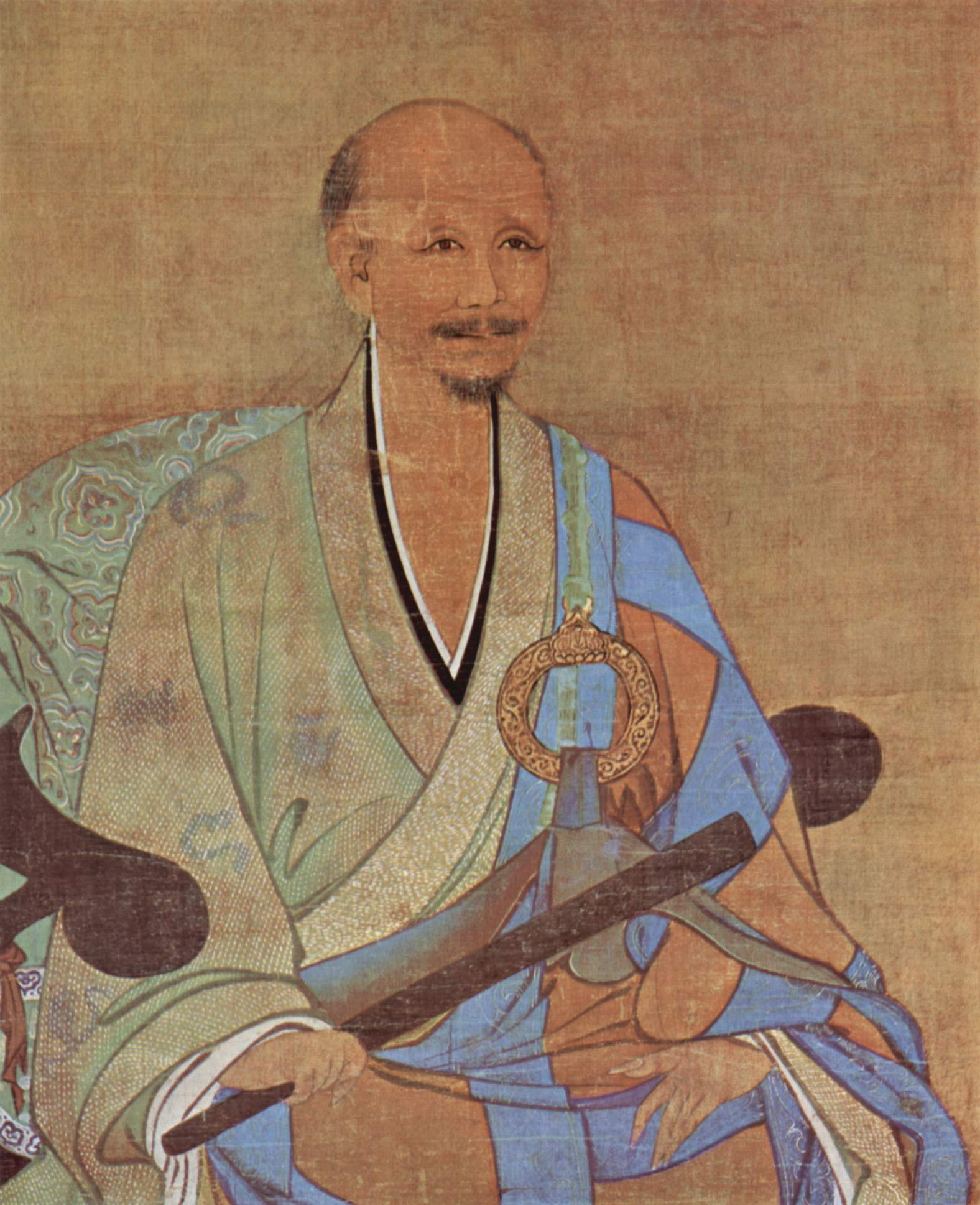
Wuzhun Shifan självporträtt, 1238.

- 1238: Wuzhun Shifan – Self-portrait
- 1237: Yahya ibn Mahmud al-Wasiti - Maqamat of the al-Hariri
- 1235: Bonaventura Berlinghieri - St. Francis

## Födda
- 1239: Gaddo Gaddi – italiensk målare med mosaik och gotisk stil (avled 1312)
- omkring 1238: Guglielmo Agnelli – italiensk arkitekt, född i Pisa (avled cirka 1313)
- 1235: Qián Xuǎn – kinesisk lojalistisk konstnär från Zhejiang (avled 1305)
- 1235: Chen Rong – kinesisk konstnär (avled 1262)

## Avlidna
- omkring 1230: Benedetto Antelami – italiensk arkitekt i den romerska skolan (född runt 1150).